# Zeltnera breviflora
Zeltnera breviflora là một loài thực vật có hoa trong họ Long đởm. Loài này được (Shinners) G. Mans. mô tả khoa học đầu tiên năm 2004.